# Scarabaeus damarensis
Scarabaeus damarensis är en skalbaggsart som beskrevs av Emile Janssens 1940. Scarabaeus damarensis ingår i släktet Scarabaeus och familjen bladhorningar. Inga underarter finns listade i Catalogue of Life.